# Spinellamblys simplex
Spinellamblys simplex là một loài tò vò trong họ Ichneumonidae.